# Forbidden Door (2025)
O Forbidden Door 2025, também promovido como Forbidden Door: London, será um evento pay-per-view (PPV) e supershow de luta livre profissional coproduzido pela promoção americana All Elite Wrestling (AEW) e pela promoção japonesa New Japan Pro-Wrestling (NJPW), sediada no Japão. Será o quarto evento anual Forbidden Door e acontecerá em 24 de agosto de 2025, na The O2 Arena em Londres, Inglaterra, coincidindo com o fim de semana de feriado bancário de agosto no Reino Unido, anteriormente ocupado pelo All In da AEW. Este será o primeiro Forbidden Door a ser realizado em agosto, já que os três primeiros eventos foram realizados em junho, e também será o primeiro realizado fora da América do Norte.

## Introdução

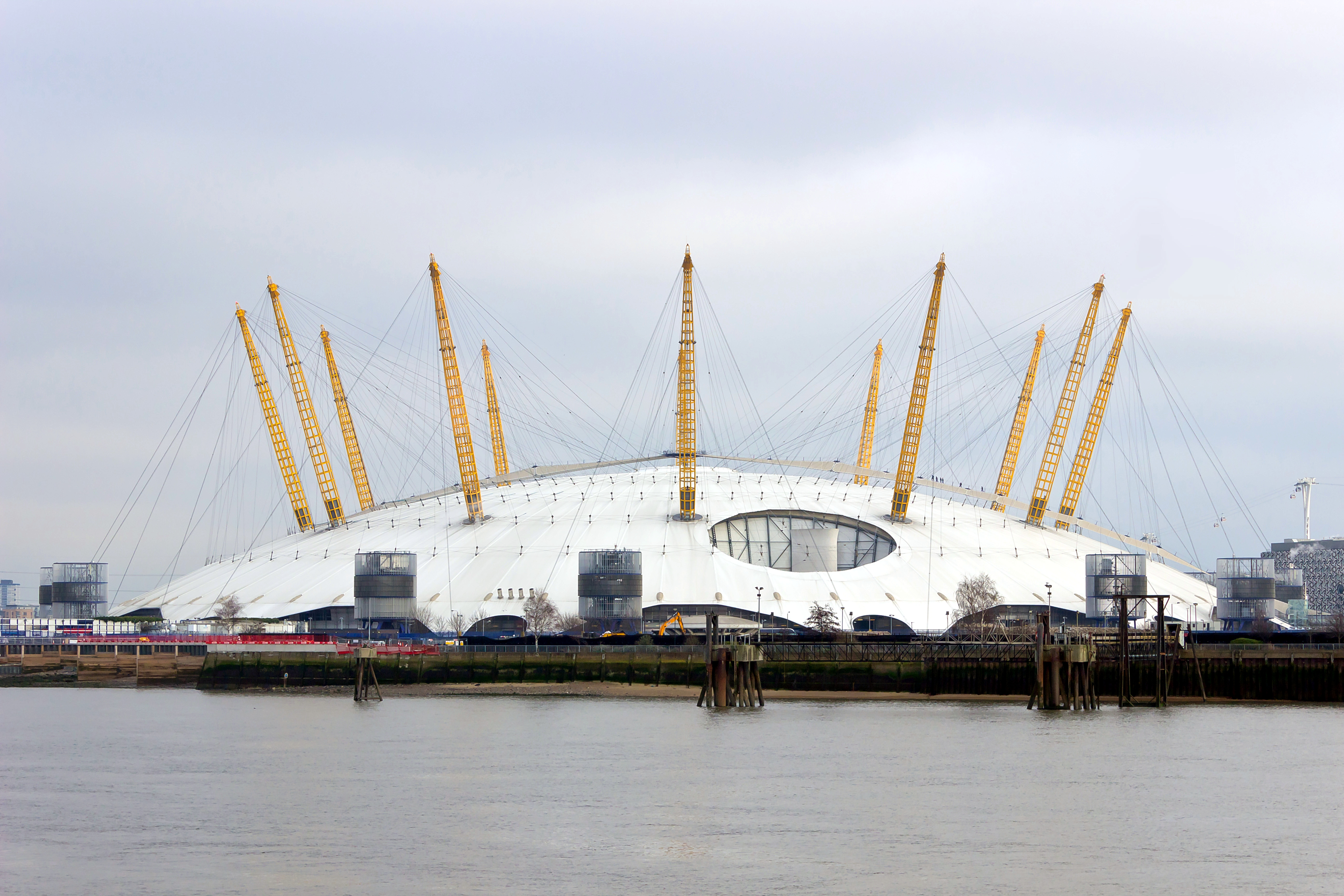
O evento será realizado na The O2 Arena em Londres, Inglaterra.

Forbidden Door é um evento pay-per-view anual de luta livre profissional (PPV) coproduzido pela promoção americana All Elite Wrestling (AEW) e pela promoção japonesa New Japan Pro-Wrestling (NJPW). Criado em 2022, o evento é realizado durante o verão e apresenta competição direta entre lutadores das duas empresas.
O evento de 2024 também contou com alguns lutadores da promoção irmã da NJPW, World Wonder Ring Stardom e da mexicano Consejo Mundial de Lucha Libre (CMLL). O nome do evento vem do mesmo termo frequentemente usado pela AEW ao se referir ao trabalho com outras promoções de luta livre profissional.
Em agosto de 2024, anúncios do lado de fora do Estádio de Wembley em Londres, Inglaterra foram exibidos dias antes do evento All In da AEW, que foi realizado no local em 25 de agosto, anunciando que a Forbidden Door de 2025 emanaria de Londres. Durante o pré-show Zero Hour do All In, o Forbidden Door de 2025 foi confirmado para acontecer em Londres em 24 de agosto de 2025. Este será o primeiro evento Forbidden Door realizado fora da América do Norte e o quinto evento da AEW fora do continente. Também marcará o primeiro Forbidden Door realizado em agosto, já que os três eventos anteriores foram realizados em junho, e, por sua vez, será realizado durante o fim de semana do feriado bancário de agosto no Reino Unido, que anteriormente era ocupado pelo All In da AEW nos dois anos anteriores. Em 15 de abril de 2025, o local foi confirmado como The O2 Arena e os ingressos começaram a ser vendidos em 2 de maio.

### Rivalidades
Forbidden Door contará com combates de luta livre profissional que envolvem lutadores diferentes de rivalidades pré-existentes e enredos. As histórias são desenvolvidas principalmente nos programas de televisão semanais da AEW Dynamite e Collision, na série do YouTube Being The Dark Order, e também nos eventos da NJPW, Stardom e CMLL.

## Lutas
| Nº                                          | Lutas | Estipulações |
| ------------------------------------------- | --- | --- |
| 1                                           | Golden Lovers (Kenny Omega e Kota Ibushi), Darby Allin, Hiroshi Tanahashi e Will Ospreay vs. Death Riders (Claudio Castagnoli e Jon Moxley), The Young Bucks (Matt Jackson e Nick Jackson) e Gabe Kidd | Luta Lights Out em uma jaula de aço                                                                                        |
| 2                                           | The Hurt Syndicate (Bobby Lashley e Shelton Benjamin) (c) vs. TBD | Luta de duplas pelo Campeonato Mundial de Duplas da AEW                                                                    |
| 3                                           | Kazuchika Okada (c) vs. Swerve Strickland | Luta individual pelo Campeonato Unificado da AEW                                                                           |
| 4                                           | "Timeless" Toni Storm (c) vs. Athena | Luta individual pelo Campeonato Mundial Feminino da AEW Esta será a luta de cash-in do contrato Casino Gauntlet de Athena. |
| 5                                           | Mercedes Moné (c) vs. Alex Windsor (AEW) vs. Persephone (CMLL) vs. TBD (Stardom) | Luta four-way pelo Campeonato TBS da AEW                                                                                   |
| 6                                           | Kyle Fletcher (c) vs. Hiromu Takahashi (NJPW) | Luta individual pelo Campeonato TNT da AEW                                                                                 |
| 7                                           | Zack Sabre Jr. (c) vs. TBD (AEW) | Luta individual pelo Campeonato Mundial dos Pesos Pesados IWGP                                                             |
| 8                                           | "Hangman" Adam Page (c) vs. MJF | Luta individual pelo Campeonato Mundial da AEW Esta será a luta de cash-in do contrato Casino Gauntlet de MJF.             |
| 9                                           | Adam Copeland e Christian Cage vs. Kip Sabian e Nick Wayne | Luta de duplas |
| (c) – Refere-se aos campeões antes da luta. | | |

### AEW World Tag Team Championship Eliminator Tournament
|  | Quartas de final Dynamite (23 e 30 de julho de 2025) Collision (26 de julho de 2025) | Quartas de final Dynamite (23 e 30 de julho de 2025) Collision (26 de julho de 2025) | Quartas de final Dynamite (23 e 30 de julho de 2025) Collision (26 de julho de 2025) |                |                 | Semifinais TBA  | Semifinais TBA | Semifinais TBA |  |  | Final TBA | Final TBA | Final TBA |  |
|  |                                                                                      |                                                                                      |                                                                                      |                |                 |                 |                |                |  |  |           |           |           |  |
|  | 1                                                                                    | FTR (Cash Wheeler e Dax Harwood)                                                     | Pin                                                                                  |                |                 |                 |                |                |  |  |           |           |           |  |
|  | 1                                                                                    | FTR (Cash Wheeler e Dax Harwood)                                                     | Pin                                                                                  |                |                 |                 |                |                |  |  |           |           |           |  |
|  | 8                                                                                    | JetSpeed (Kevin Knight e "Speedball" Mike Bailey)                                    | 17:32                                                                                |                |                 |                 |                |                |  |  |           |           |           |  |
|  | 8                                                                                    | JetSpeed (Kevin Knight e "Speedball" Mike Bailey)                                    | 17:32                                                                                |                | FTR             | FTR             | Pin            |                |  |  |           |           |           |  |
|  |                                                                                      |                                                                                      |                                                                                      |                | FTR             | FTR             | Pin            |                |  |  |           |           |           |  |
|  |                                                                                      |                                                                                      | Bang Bang Gang                                                                       | Bang Bang Gang | 15:14           |                 |                |                |  |  |           |           |           |  |
|  | 4                                                                                    | Bang Bang Gang (Austin Gunn e Juice Robinson)                                        | Bang Bang Gang                                                                       | Bang Bang Gang | 15:14           | Pin             |                |                |  |  |           |           |           |  |
|  | 4                                                                                    | Bang Bang Gang (Austin Gunn e Juice Robinson)                                        |                                                                                      |                |                 |                 |                |                |  |  |           |           |           |  |
|  | 5                                                                                    | Big Bill e Bryan Keith                                                               | 12:22                                                                                |                |                 |                 |                |                |  |  |           |           |           |  |
|  | 5                                                                                    | Big Bill e Bryan Keith                                                               | 12:22                                                                                | FTR            |                 |                 |                |                |  |  |           |           |           |  |
|  |                                                                                      |                                                                                      |                                                                                      |                |                 |                 |                |                |  |  |           |           |           |  |
|  |                                                                                      |                                                                                      | Brodido                                                                              |                |                 |                 |                |                |  |  |           |           |           |  |
|  | 2                                                                                    | The Outrunners (Truth Magnum e Turbo Floyd)                                          | 14:00                                                                                |                |                 |                 |                |                |  |  |           |           |           |  |
|  | 2                                                                                    | The Outrunners (Truth Magnum e Turbo Floyd)                                          | 14:00                                                                                |                |                 |                 |                |                |  |  |           |           |           |  |
|  | 7                                                                                    | The Young Bucks (Matt Jackson e Nick Jackson)                                        | Pin                                                                                  |                |                 |                 |                |                |  |  |           |           |           |  |
|  | 7                                                                                    | The Young Bucks (Matt Jackson e Nick Jackson)                                        | Pin                                                                                  |                | The Young Bucks | The Young Bucks | 20:54          |                |  |  |           |           |           |  |
|  |                                                                                      |                                                                                      |                                                                                      |                | The Young Bucks | The Young Bucks | 20:54          |                |  |  |           |           |           |  |
|  |                                                                                      |                                                                                      | Brodido                                                                              | Brodido        | Pin             |                 |                |                |  |  |           |           |           |  |
|  | 3                                                                                    | Gates of Agony (Bishop Kaun e Toa Liona)                                             | Brodido                                                                              | Brodido        | Pin             | 12:31           |                |                |  |  |           |           |           |  |
|  | 3                                                                                    | Gates of Agony (Bishop Kaun e Toa Liona)                                             |                                                                                      |                |                 |                 |                |                |  |  |           |           |           |  |
|  | 6                                                                                    | Brodido (Brody King e Bandido)                                                       | Pin                                                                                  |                |                 |                 |                |                |  |  |           |           |           |  |